# Балаж (блюдо)
Балаж (ингуш. Балаж) — ингушское национальное блюдо, круглый ячменный хлеб с тыквенными семечками, широко распространен у ингушей. Для изготовления используется ячменная мука высших сортов, чтобы изделие получалось пышным. Блюдо является традиционным для ингушей.

## История
Начиная с XVII века тыква стала важным составляющим в рационе ингушей. Тыквенные семечки также использовались в качестве приправы и еды. Одним из компонентов ячменного хлеба у ингушей стали семена тыквы.

## Приготовление
Балаж готовился из специально подготовленного теста. Для него использовалась очищенная от отрубей ячменная мука. В тесто добавляют простоквашу, дрожжи, семена тыквы и соль по вкусу. Формируют шарики из теста, которые вскоре увеличиваются в объёме. Раньше балаж пекли в камине, ныне ингуши их выпекают в обычных духовках.

## Разновидности
Существуют несколько видов балажа:
- Из традиционного варианта теста (в большинстве случаев).
- Из теста с использованием кефира.